# SMART-1

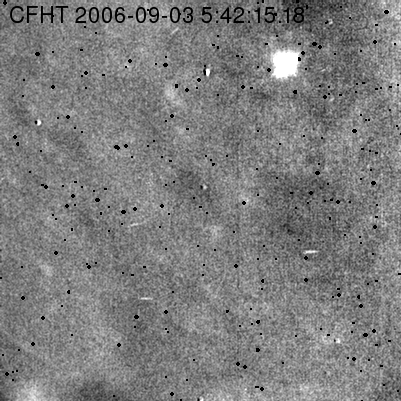
Opname vanaf de aarde van de inslag van de SMART-1-satelliet op de maanbodem op 3 september 2006. Canada-France-Hawaii Telescope.

SMART-1 was de eerste Europese ruimtesonde die door de Europese Ruimtevaartorganisatie ESA naar de Maan is gezonden. De missie begon met de lancering op 27 september 2003 en eindigde met de opzettelijke inslag op de maan op 3 september 2006. SMART staat voor Small Missions for Advanced Research in Technology (Kleine missies voor geavanceerd technologisch onderzoek).

## Doel
SMART-1 heeft een technisch en een wetenschappelijk doel. SMART-1 test instrumenten en technologieën die zullen worden gebruikt voor toekomstige ruimtemissies, en zal onderzoek doen naar de exacte mineralogische samenstelling van de maan en de aanwezigheid van water op de zuidpool van de maan.
Een belangrijk onderdeel is de SEP (solar-electric primary propulsion), de ionenmotor die de SMART-1 voortstuwt na loskoppelen van de Ariane-5 draagraket. Een ionenmotor heeft een zeer lage stuwkracht, maar kan maandenlang zonder onderbreking werken. Ionenmotoren zijn efficiënter dan gewone raketmotoren die weliswaar een veel grotere stuwkracht produceren, maar minder rendement uit hun brandstof halen.

## Baan
De lancering vond plaats vanaf de Europese lanceerbasis Centre Spatial Guyanais bij Kourou (Frans-Guyana), in de nacht van 27 op 28 september 2003 om 1:14:49 Nederlandse tijd. De Ariane V-raket die hiervoor werd gebruikt bracht tevens twee commerciële kunstmatige satellieten in de ruimte. SMART-1 volgde geen directe weg naar de maan, maar bewoog geleidelijk in een spiraalvormige baan naar de maan. In de nacht van 15 op 16 november 2004 bereikte SMART-1 een elliptische polaire baan rond de maan en in januari 2005 werd begonnen met het onderzoek. De missie eindigde op 3 september 2006, toen de sonde volgens plan neerstortte op de maan.